# Форисенков, Сергей Александрович
Сергей Александрович Форисенков (1910 — 1990) — директор Ижорского завода имени А. А. Жданова, Герой Социалистического Труда.

## Биография
Родился 16 июля 1910 года в деревне Трегубово Московской губернии в крестьянской семье. Русский. После школы поступил в педагогический техникум, но учёбу не закончил, переехал в Москву. Здесь устроился через биржу труда на работу учеником слесаря-обмотчика в Сокольнический вагоноремонтный завод. Вскоре сдал на разряд, за трудовые достижения был направлен учиться на рабфак Московского института стали.
После рабфака продолжил учёбу в том же институте. В 1937 году, после окончания которого получил назначение на Ижорский завод в город Ленинград. С этим предприятием была связана вся дальнейшая трудовая биография. На заводе прошел путь от инженера сталепрокатного цеха до директора завода. Он грамотно и основательно руководил процессом сталеварения.
В годы Великой Отечественной войны воевал в составе Ижорского батальона, ночью варили броню, а днем защищали завод. Под руководством инженера С. А. Форисенкова велись большие работы по обеспечению броневой защитой строящихся укреплений и огневых точек. Командовал орудием, стоявшим у главной заводской проходной, был контужен при обстреле. Работал на одном из заводов Урала, куда был эвакуирован участок Ижорского завода по выпуску направляющих рельсов для снарядов реактивных минометов «катюша». После окончания войны активно участвовал в восстановлении цехов, доменных печей, возглавил 15-й цех.
В 1952 году был уже начальником термического цеха, избран парторгом ЦК — секретарем парткома завода. В 1954 году был избран председателем исполкома Колпинского районного совета. Он внес значительный вклад в благоустройство жилого фонда города и начало новостроек.
В октябре 1955 года вернулся на родной завод, стал директором. Освоение заказов атомной энергетики превратило объединение «Ижорский завод» в признанный флагман атомного энергомашиностроения. Именно Форисенков был одним из главных инициаторов размещения заказов атомной тематики на Ижорском заводе. На заводе было освоен выпуск новых марок сталей для атомных электростанций, для ядерных паропроизводительных установок атомных подводных лодок. Так же по инициативе на заводе был спроектирован и начал строиться уникальный толстолистовой стан «5000» с возможностью выпускать прокат в широком диапазоне от пятимиллиметрового листа до 500-миллиметровых плит. При его непосредственном участии был освоен мощный пресс усилием 12 тысяч тонн, и завод стал единственным предприятием страны, способным ковать крупные слитки массой свыше ста тонн.
Успешно руководил производством почти четверть века, до декабря 1973 года, большем чем любой другой директор Ижорских заводов. Умелый хозяйственник, он добился выхода предприятия из планово-убыточного в прибыльное.
Автор книги «Заметки хозяйственника». Жил и работал в городе Колпино. 
Скончался в 1990 году. Похоронен на Аллее Героев городского кладбища Колпино.

## Награды
Указом Президиума Верховного Совета СССР от 5 апреля 1971 года Форисенкову Сергею Александровичу присвоено почетное звание Героя Социалистического Труда с вручением ордена Ленина и золотой медали «Серп и Молот».
Награждён орденом Ленина, медалями.